# Иоганн I (герцог Брауншвейг-Люнебурга)
Иоганн I (нем. Johann I.; ок. 1242 — 13 декабря 1277) — герцог Брауншвейг-Люнебурга (совместно с братом Альбрехтом I) в 1252—1269 годах, с 1269 года первый правитель Княжества Люнебург. Сын герцога Оттона I.

## Биография
В 1267 году Иоганн I и его старший брат Альбрехт I заключили договор о разделе совместных владений, доставшихся в наследство от отца. Сам раздел был произведен через два года. Иоганн I получил Люнебург, Ганновер и земли между Дайстером и Лейном, Альбрехт I — Брауншвейг, Вольфенбюттель, Калемберг и Гёттинген.
В 1270 году Иоганн I отвоевал у графов Шверина селение Ульцен, которому предоставил права города.
В 1273 году закрепил за Люнебергом монополию на торговлю солью в своих владениях.
Похоронен в монастыре святого Михаэлиса в Люнебурге.

## Семья
В 1265 году женился на Лиутгарде Гольштейнской (ум. после 1289), дочери графа Герхарда I фон Гольштейн-Итцехо. Дети:
- Оттон II Сильный (1266—1330)
- Матильда († после 1301) ∞ 1291 князь Генрих I фон Верле († 1291)
- Елизавета († до 1298) ∞ 1294 граф Иоганн Ольденбургский († 1316)
- Елена ∞ граф Конрад III фон Вернигероде
- Агнесса († ок. 1314) ∞ граф Вернер I фон Хадмерслебен († 1292)